# ᴉ
Cette page contient des caractères spéciaux ou non latins. S’ils s’affichent mal (▯, ?, etc.), consultez la page d’aide Unicode.
ᴉ (uniquement en minuscule), appelé i culbuté, est une lettre additionnelle de l’alphabet latin qui est utilisée dans l'alphabet phonétique ouralien, la transcription Dania, la transcription Norvegia et la transcription Teuthonista.

## Utilisation
Johann Andreas Schmeller utilise l’i culbuté  ‹ ᴉ › dans son dictionnaire bavarois Bayerisches Wörterbuch publié en 1827.
Dans l’alphabet phonétique ouralien, i culbuté ‹ ᴉ › est un symbole utilisé pour représenter une voyelle fermée antérieure à la prononciation réduite, la lettre i ‹ i › représentant une voyelle fermée antérieure et les voyelles culbutées indiquant une prononciation réduite.
Dans la transcription Teuthonista, i culbuté ‹ ᴉ › représente une voyelle fermée antérieure à la prononciation réduite.

## Représentations informatiques
Le i culbuté peut être représenté avec les caractères Unicode (Extensions phonétiques) suivants :
| formes    | représentations | chaînes de caractères | points de code | descriptions                            |
| --------- | --------------- | --------------------- | -------------- | --------------------------------------- |
| minuscule | ᴉ               | ᴉ                     | U+1D09         | lettre minuscule latine i culbuté       |
| exposant  | ᵎ               | ᵎ                     | U+1D4E         | lettre modificative minuscule i culbuté |